# William Burnett Benton

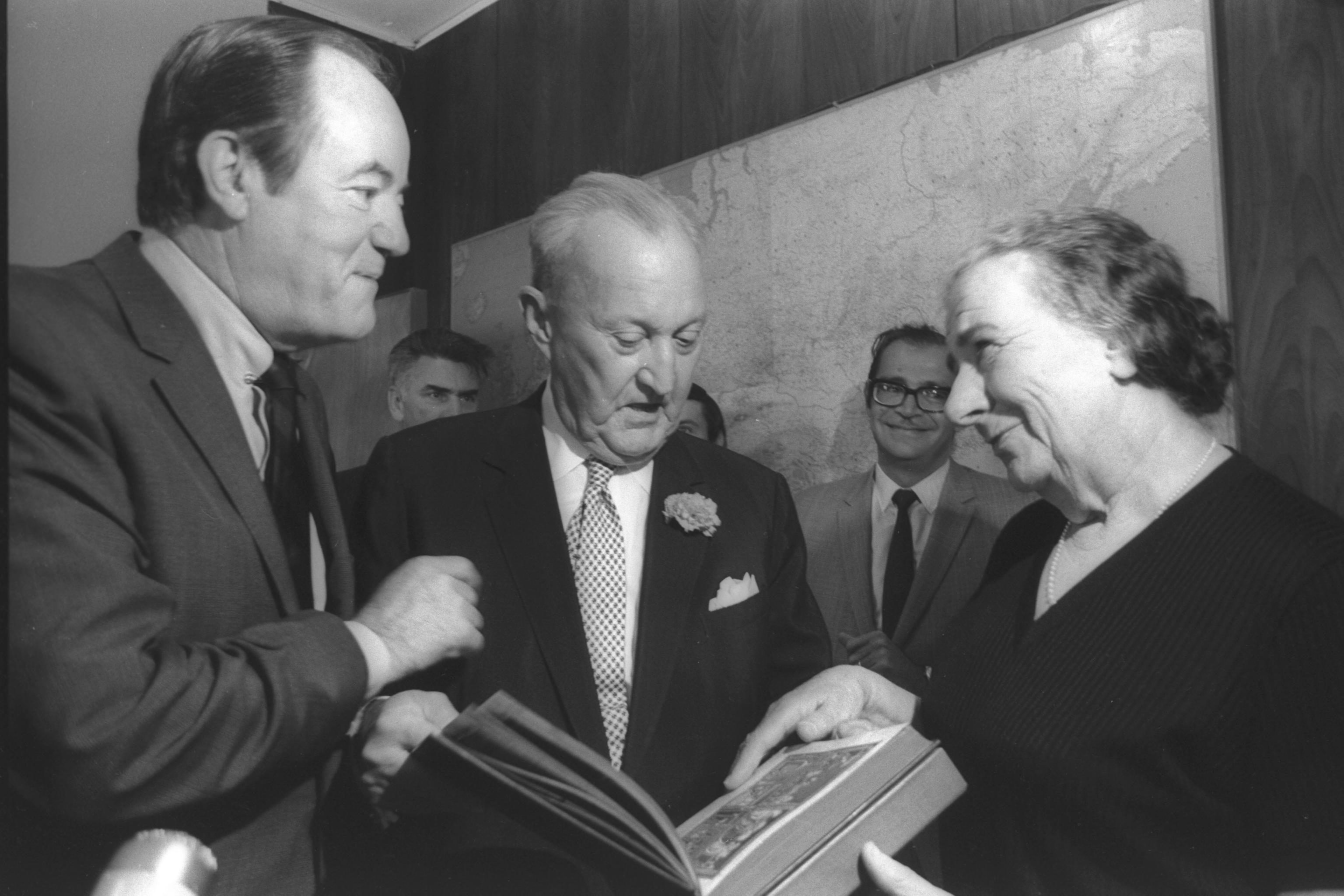
William Benton (Mitte) mit dem ehemaligen Vizepräsidenten Hubert H. Humphrey und der israelischen Ministerpräsidentin Golda Meir (1970)

William Burnett Benton (* 1. April 1900 in Minneapolis, Minnesota; † 18. März 1973 in New York City) war ein US-amerikanischer Politiker (Demokratische Partei), der den Bundesstaat Connecticut im US-Senat vertrat.
Nach seiner Ausbildung an einer Militärakademie in Faribault und am Carlton College in Northfield immatrikulierte sich Benton 1918 an der Yale University, wo er 1921 graduierte. Bis 1929 arbeitete er in der Folge für eine Werbeagentur in New York, ehe er sich gemeinsam mit seinem Partner Chester Bowles in der Agentur Benton & Bowles selbständig machte. 1932 zog er nach Norwalk in Connecticut. Von 1937 bis 1945 war Benton Vizepräsident der University of Chicago.
Am 31. August 1945 trat er sein Amt als Staatssekretär für öffentliche Angelegenheiten (Assistant Secretary of State for Public Affairs) im US-Außenministerium an, das er bis zum 30. September 1947 innehatte. In dieser Zeit war er am organisatorischen Aufbau der UNO beteiligt.
1949 wurde Benton zum kommissarischen Nachfolger des zurückgetretenen US-Senators aus Connecticut, Raymond E. Baldwin, berufen. Die Amtszeit begann am 17. Dezember 1949; in der Nachwahl am 7. November 1950 setzte er sich dann endgültig gegen den Republikaner Prescott Bush, Vater des späteren US-Präsidenten George Bush, durch. Während seiner Zeit im Senat, die bis zum 3. Januar 1953 dauerte, brachte er eine Resolution ein, die zum Zweck hatte, Joseph McCarthy aus dem Senat auszuschließen. Die erneute Wahl um seinen Senatssitz verlor William Benton 1952; 1958 scheiterte er in der Vorwahl an Thomas J. Dodd. Später wurde er noch Botschafter der USA bei der UNESCO in Paris von 1963 bis 1968.
Einen Großteil seines Lebens verbrachte Benton mit der Arbeit für die Encyclopædia Britannica, deren Chairman of the Board und Herausgeber er von 1943 bis zu seinem Tod 1973 war. 1968 rief er die Benton Foundation ins Leben, eine gemeinnützige Organisation, deren Hauptaugenmerk darauf gerichtet sein sollte, Medieninhalte für erzieherische Zwecke nutzbar zu machen. Er war überdies Mitglied und Delegierter zahlreicher internationaler Konferenzen und Kommissionen.